# لاکهید مارتین آرکیو-۳ دارک‌استار
لاکهید مارتین آرکیو-۳ دارک‌استار (به انگلیسی: Lockheed Martin RQ-3 DarkStar) یک هواگرد ساختِ کارخانهٔ لاکهید مارتین و بوئینگ در کشور ایالات متحده آمریکا است. این هواگرد برای نخستین بار در ۲۹ مارس ۱۹۹۶ میلادی مورد استفاده قرار گرفت.

## مشخصات
- - طول: ۴٫۵۷ متر
  - طول بال‌های هواپیما: ۲۱٫۰۳ متر
  - بلندی (ارتفاع): ۱٫۵۲ متر
  - وزن: max 3900 kg
  - سرعت: 460 km/h
  - سقف پرواز: ۱۹۸۰۰ متر
  - پیشرانه (موتور):Williams F129 turbofan; 8.45 kN